# Hartmut Kiehling

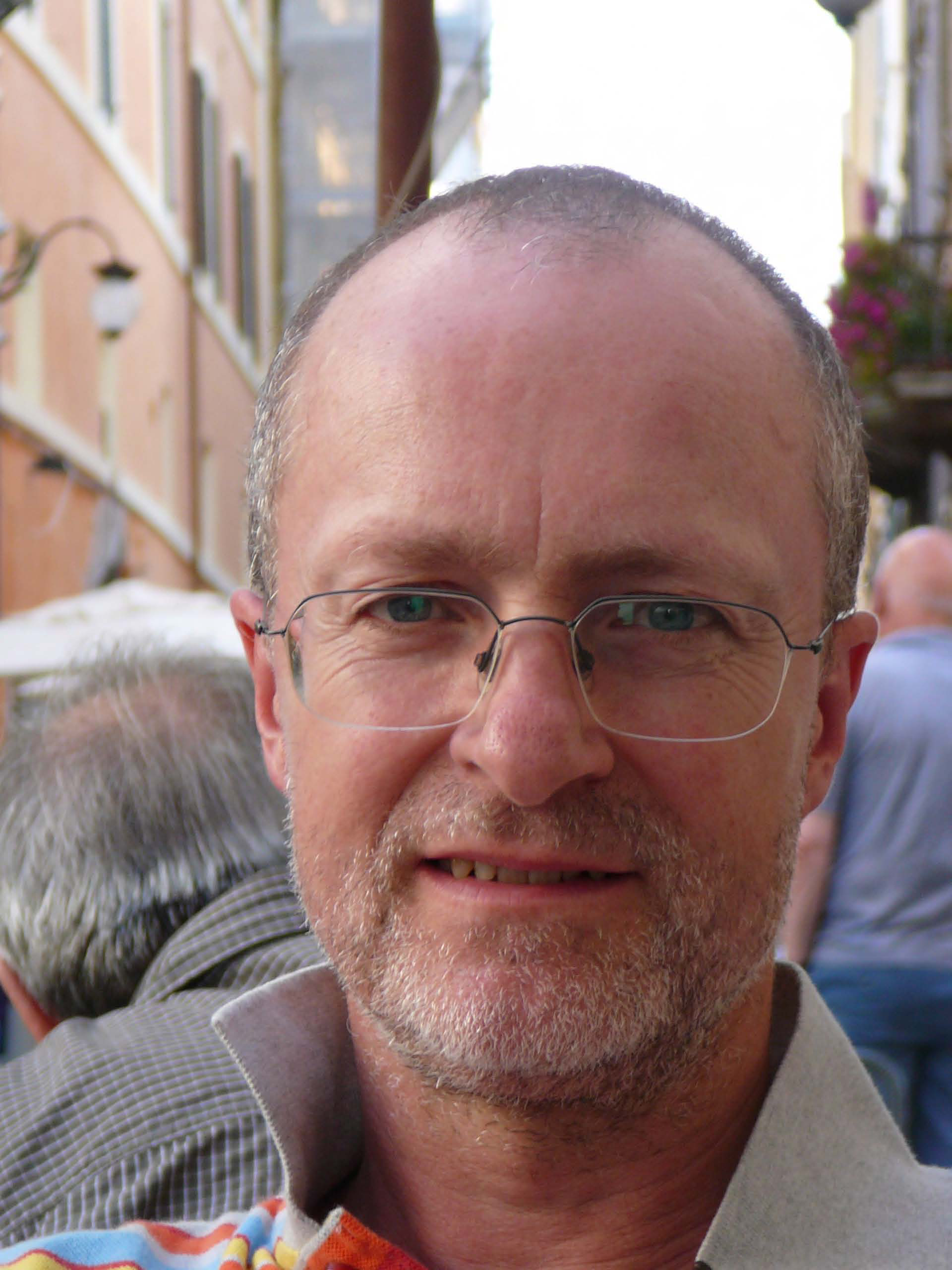
Hartmut Kiehling (2009)

Hartmut Kiehling (* 9. Mai 1953 in Lüdenscheid) ist ein deutscher Wirtschafts- und Gesellschaftswissenschaftler.

## Leben und Karriere
Nach Kindheit, Jugend und Abitur in München absolvierte Kiehling das Studium der Betriebswirtschaftslehre und promovierte 1980 zum Dr. rer. pol. an der dortigen Ludwig-Maximilians-Universität. Er hat drei erwachsene Kinder.
Nach der Höheren Laufbahnprüfung der Deutschen Bundesbank arbeitete er dort in verschiedenen Grundsatzabteilungen, bevor er 1987 die Leitung der Finanzanalyse der damaligen Bayerischen Vereinsbank und 1991 die des Bereichs Kapitalanlagen der Swiss Life Deutschland übernahm. Seit 1994 selbstständiger Berater und Publizist, arbeitet Kiehling zunehmend wissenschaftlich. Er ist Gründer des psychologischen Beratungs- und Schulungsnetzwerks "Psimentum" und Partner der DTB Dr. Thomé Börseninformationsdienste GmbH, Bad Tölz.

## Wissenschaftliche Tätigkeit
Hartmut Kiehling widmete sich zunächst kapitalmarkttheoretischen und geldpolitischen Fragestellungen. Dabei rückten sehr bald Dynamik und Stabilität wirtschaftlicher und gesellschaftlicher Systeme in den Mittelpunkt und mit ihnen mathematische, wirtschaftshistorische und psychologische Gesichtspunkte. In den letzten Jahren beschäftigt sich Kiehling daneben zunehmend mit Aspekten der Interkulturellen Kommunikation und der Organisationspsychologie. Er war und ist Dozent etlicher Hochschulen – u. a. der Kath. Universität Eichstätt-Ingolstadt, Professor of Finance an der German University in Cairo und Gastprofessor an der Universität zu Köln. Sein Œuvre umfasst mehrere Lehrbücher und Monografien, über 150 wissenschaftliche und Fachartikel und Dutzende von Vorträgen. Kiehling ist regelmäßiger Interviewgast von Print- und Funkmedien zu aktuellen und historischen ökonomischen und psychologischen Fragen.

## Schriften

### Bücher
- Der Beginn der Beschleunigung: Wirtschaft und Gesellschaft Deutschlands im Frühen und Hohen Mittelalter, Shaker Verlag, Aachen 2011
- Wirtschafts- und Sozialgeschichte kompakt, Oldenbourg, München 2009.
- Arabien-Knigge, Oldenbourg, München 2009.
- Börsenpsychologie und Behavioral Finance, Vahlen, München 2001.
- Börsenphilosophien, Vahlen, München 2000.
- Finanzplatz Europa, dtv, München 1992.
- Kursstürze am Aktienmarkt, dtv, München 2. Aufl. 2000.

### Artikel in referierten Journals (Auswahl)
- Die Geldpolitik der Reichsbank in der Großen Inflation – Die Kreditschöpfung und ihre Determinanten 1914 bis 1923, in: Bankhistorisches Archiv 2/2009, S. 95–201.
- How Efficient were German Stock Markets in 1836-1848? Economic History Yearbook 2006/1, pp. 111–141.
- Der Funktionsverlust der deutschen Finanzmärkte in Weltkrieg und Inflation 1914-1923, Jahrbuch für Wirtschaftsgeschichte 1998/1, S. 11–58.
- Die wirtschaftliche Situation des deutschen Einzelhandels in den Jahren 1920 bis 1923, Zeitschrift für Unternehmensgeschichte 41 (1996), S. 1–27.
- Nonlinear and Chaotic Dynamics and its Application to Historical Financial Markets, Historical Social Research 21 (1996), pp. 3–47.
- Die deutsche Börse in den Jahren 1920 bis 1923, Bankhistorisches Archiv 2/ 1995, S. 67–106.